# Ásgeir Sigurgeirsson
Ásgeir Sigurgeirsson (11 dicembre 1996) è un calciatore islandese, attaccante del KA Akureyri.

## Carriera

### Club

#### Völsungur e Stabæk
Sigurgeirsson ha cominciato la carriera con la maglia del Völsungur. Ha esordito in squadra, in 2. deild karla, in data 3 settembre 2011: ha sostituito Aðalsteinn Jóhann Friðriksson nel pareggio per 2-2 maturato sul campo dell'Hamar. Il 12 maggio 2012 ha trovato la prima rete in squadra, con cui ha sancito il successo per 1-0 sul KF Fjallabyggðar. Ha contribuito alla promozione del Völsungur in 1. deild karla, arrivata al termine di quello stesso campionato.
Nel 2014, Sigurgeirsson è stato ingaggiato dai norvegesi dello Stabæk. Alternandosi comunque con le giovanili, è stato aggregato in rosa per l'Eliteserien 2014, dove non ha disputato alcun incontro.

#### KA Akureyri
Il 31 dicembre 2015, lo Stabæk ha reso noto d'aver ceduto Sigurgeirsson in prestito al KA Akureyri, in 1. deild karla. Ha debuttato in squadra in data 7 maggio 2016, sostituendo Elfar Árni Aðalsteinsson nel 3-0 inflitto al Fram Reykjavík. Il 29 maggio successivo ha trovato la prima rete, nella vittoria per 0-1 in casa del Leiknir Fáskrúdsfjördur. Al termine dell'annata, il KA Akureyri ha centrato la promozione in Úrvalsdeild. Il 18 ottobre 2016, il KA Akureyri ha ingaggiato Sigurgeirsson a titolo definitivo, col calciatore che si è legato al club con un accordo biennale.
Il 1º maggio 2017 ha così esordito nella massima divisione locale, trovando anche una rete nel successo per 1-3 arrivato in casa del Breiðablik.

### Nazionale
Sigurgeirsson ha rappresentato l'Islanda a livello Under-17, Under-19 e Under-21. Per quanto concerne quest'ultima selezione, ha debuttato in data 22 marzo 2017, venendo schierato titolare nella sconfitta per 3-1 contro la Georgia, in amichevole. Il 4 settembre 2017 ha disputato invece la prima partita nelle qualificazioni al campionato europeo 2019, in occasione della partita persa per 2-3 contro l'Albania.

## Statistiche

### Presenze e reti nei club
Statistiche aggiornate al 4 settembre 2017.
| Stagione           | Club               | Campionato         | Campionato | Campionato | Coppe nazionali | Coppe nazionali | Coppe nazionali | Coppe continentali | Coppe continentali | Coppe continentali | Supercoppe | Supercoppe | Supercoppe | Totale | Totale |
| Stagione           | Club               | Comp               | Pres       | Reti       | Comp            | Pres            | Reti            | Comp               | Pres               | Reti               | Comp       | Pres       | Reti       | Pres   | Reti   |
| ------------------ | ------------------ | ------------------ | ---------- | ---------- | --------------- | --------------- | --------------- | ------------------ | ------------------ | ------------------ | ---------- | ---------- | ---------- | ------ | ------ |
| 2011               | Völsungur          | 2D                 | 2          | 0          | CI              | 0               | 0               | -                  | -                  | -                  | -          | -          | -          | 2      | 0      |
| 2012               | Völsungur          | 2D                 | 21         | 5          | CI              | 1               | 0               | -                  | -                  | -                  | -          | -          | -          | 22     | 5      |
| 2013               | Völsungur          | 1D                 | 15         | 2          | CI              | 2               | 2               | -                  | -                  | -                  | -          | -          | -          | 17     | 4      |
| Totale Völsungur   | Totale Völsungur   | Totale Völsungur   | 38         | 7          |                 | 3               | 2               |                    | -                  | -                  |            | -          | -          | 41     | 9      |
| 2014               | Stabæk             | ES                 | 0          | 0          | CN              | 0               | 0               | -                  | -                  | -                  | -          | -          | -          | 0      | 0      |
| 2016               | KA Akureyri        | 1D                 | 17         | 8          | CI              | 0               | 0               | -                  | -                  | -                  | -          | -          | -          | 17     | 8      |
| 2017               | KA Akureyri        | UD                 | 17         | 5          | CI              | 1               | 0               | -                  | -                  | -                  | -          | -          | -          | 18     | 5      |
| Totale KA Akureyri | Totale KA Akureyri | Totale KA Akureyri | 34         | 13         |                 | 1               | 0               |                    | -                  | -                  |            | -          | -          | 35     | 13     |
| Totale             | Totale             | Totale             | 72         | 20         |                 | 4               | 2               |                    | -                  | -                  |            | -          | -          | 76     | 22     |